# Psilocerea tristigma
Psilocerea tristigma är en fjärilsart som beskrevs av Claude Herbulot 1959. Psilocerea tristigma ingår i släktet Psilocerea och familjen mätare. Inga underarter finns listade.